# Schweizer Portal für Recherche im Internet
Das Schweizer Portal für die Recherche im Internet (SPRINT) ist ein umfassendes Informations- und Lehrmittel für Internetrecherche. Die im Januar 1997 gestartete Seite umfasst kommentierte Verzeichnisse von Suchmaschinen, ausführliche Grundlagentexte über Recherche im Allgemeinen und Information Retrieval im Speziellen und methodisch aufgebaute E-Learning-Module.

## Geschichte
Auf Grund zweier 1996 publizierter Artikel über Suchverfahren, Suchmaschinen und Suchkataloge in den Fachzeitschriften Nachrichten für Dokumentation und iX Magazin erstellte an der Universität Konstanz im Januar 1997 der damals als wissenschaftlicher Mitarbeiter angestellte Bernard Bekavac die ersten Inhalte zur Websuche, damals noch unter dem Namen WWW-Suchseiten der Informationswissenschaft.
Bis 2013 wurden diese Seiten regelmässig unter Mithilfe von Studenten der Informationswissenschaft erweitert. Im Jahre 2004 erfolgten eine grundlegende Überarbeitung und ein markanter inhaltlicher Ausbau. Seither ist SPRINT unter dem heutigen Namen bekannt und beim Schweizerischen Institut für Informationswissenschaft der Hochschule für Technik und Wirtschaft Chur angesiedelt. Seit 2009 umfasst das Angebot auch Module für E-Learning und Schulungsunterlagen für Dozenten. Und nach der letzten Revision wurde die Webseite mit der Rubrik "Wissenschaftliche Suche" ergänzt.

## Inhalte
Im Teil Allgemeine Suche im Internet wird erläutert, wie Suchverfahren, Operatoren  und Methoden funktionieren und wie bei einer Recherche am besten vorgegangen wird. Unter Suchmaschine erhalten User einen Überblick über die verschiedensten Suchmaschinen.
Der Bereich Wissenschaftliche Suche im Internet ist der neueste Teil von SPRINT. Er bietet Informationen über die Funktionsweise wissenschaftlicher Suchmaschinen. Eine Besonderheit hierbei sind die ausführlichen Steckbriefe ausgewählter Dienste. Sie sollen die Entscheidung erleichtern, ob die Suchmaschine für den jeweiligen User mit seinem Informationsbedarf geeignet ist. Weiter werden in diesem Teil auch andere Quellen für die wissenschaftliche Literaturrecherche im Internet dargestellt. 
Methodisch aufgearbeitete Module für E-Learning erleichtern das Selbststudium. Das Gelernte kann in einem unterhaltsamen Quiz oder mit Fallbeispielen überprüft werden. Hintergrundinformationen rund um das Internet, die spannende Geschichte der Open Source Bewegung sowie aktuelle Studien findet man in der Rubrik Hintergrundwissen.
In einem passwortgeschützten Bereich stehen Schulungsunterlagen zur Verfügung. Mit diesem Angebot sollen vorwiegend Dozenten und Lehrkräften aus dem Tertiärbereich angesprochen werden. 
SPRINT ist ein Produkt der HTW CHUR. Alle verwendeten Quellen werden angegeben. Das Portal wird durch ein umfangreiches Glossar abgerundet.
SPRINT läuft auf TYPO3, einer freien Software. Seine Inhalte unterstehen einer benutzerfreundlichen Creative Commons-Lizenz.

## Kritik
Das Portal richtet sich an Studenten und Dozenten im Allgemeinen und solche der Informationswissenschaft im Speziellen. Durch diese klare Zielgruppenorientierung sind die Inhalte sehr kompakt gefasst. Für Benutzer aus anderen Kreisen sind die Texte teilweise schwer verständlich.